# Halteria
Halteria — рід звичайних планктонних інфузорій класу Oligotrichea. Представники роду трапляються в багатьох прісноводних середовищах по всьому світі. Halteria легко знайти через їхню поширеність та характерну поведінку. Спостереження за Halteria, можливо, починаються з 17 століття та відкриттям мікроорганізмів. З часом було встановлено більше про їх морфологію та поведінку, що призвело до багатьох змін у класифікації.
Види Halteria можуть існувати як у трофічній, так і в енцистованій формі, але найчастіше описуються в трофічній формі. Види Halteria можна впізнати за їх унікальним стрибковим рухом, який забезпечується рядом жорстких циррусів, які б'ються в унісон, дозволяючи організму дуже швидко рухатися назад.
Члени роду Halteria є гетеротрофними і служать важливими бактеріоїдними організмами в місцях проживання, які вони займають, а також є здобиччю інших організмів. Наприкінці 2022 року вийшла наукова робота, яка ідентифікувала Halteria sp. як перший «віроїдний організм», який може харчуватися вірусами. Клітини Halteria мають приблизно куполоподібну форму, і на додаток до екваторіальних цир вони мають комірець з війок навколо отвору, який використовується для живлення та пересування. Важлива екологічна роль, яку відіграє Halteria, а також її унікальна стратегія пересування роблять рід Halteria цікавим для різних областей протистологічних досліджень.

## Історія вивчення
Рід Halteria поширений у багатьох прісноводних середовищах. Ймовірно, повсюдне поширення цього роду є причиною того, що спостереження сягають сотень років. Оригінальний опис роду чітко не встановлено, але можливо, що спостереження за Halteria сягають спостережень Антоні ван Левенгука в 1675 році як четвертої тварини, яку він спостерігав в глиняному горщику, повному дощової води. Організм, який він спостерігав, був маленьким, швидким, і було видно, що він стоїть нерухомо, перш ніж швидко змінити напрямок і рухатися прямо, що узгоджується з характерним рухом Halteria .
Назва Halteria приписується Феліксу Дюжардену в 1840 році, який перекласифікував Trichodina grandinella і Trichodina vorax, які раніше були класифіковані Мюллером і Еренбергом відповідно, як H. grandinella і H. vorax. Створення нового роду Halteria запропоновано, коли було виявлено, що два види не підходять до підродини Vorticellina, до якої належав рід Trichodina. Описи Halteria в той час були ще досить розпливчастими, зосереджуючись на швидких стрибках, які є результатом биття її циррусів і наявності ротових війок.
У 1858 році Едуард Клапаред і Йоганнес Лахманн детальніше описали Halteria grandinella, вперше чітко зазначаючи, що цирри розташовані лише в екваторіальному поясі навколо клітини. Також були виявлені нові деталі, що стосуються щічної порожнини; дослідники помітили, що в частині щічного апарату є поглиблення і що в цьому місці немає оральних війок. Це означає, що ротові війки утворюють неповне коло навколо щічної порожнини, а не оточують її повністю, як передбачалося раніше.
Питання щодо класифікації Halteria знову виникли в останні роки. Halteria найчастіше класифікують як члена групи оліготричних інфузорій, оскільки вони мають характерні для цієї групи помітні ротові війки, що розташовані неповним колом. Однак нещодавнє глибоке секвенування та аналіз РНК Halteria вказують на те, що Halteria може бути більш тісно пов'язаною з окситрихідами, ніж оліготрихами, що свідчить про те, що подібність ротового апарату з оліготрихами є результатом конвергентної еволюції.

## Опис
Halteria може існувати в трофічній, війчастій стадії або в інцистованій стадії, і морфологія клітин значно відрізняється між стадіями.

### Трофічна стадія
На трофічній стадії клітини Halteria кулясті, їх розмір становить від 15 до 35 мкм. Клітини мають як ротові вії, так і жорсткі екваторіальні цирри. На передньому кінці клітин Halteria, частково оточуючи щічну порожнину, можна знайти комірець із помітних ротових війок. Цей ротовий апарат складається з п'ятнадцяти мембран, які оточують перистомуу, і семи мембран всередині щічної порожнини.
Жорсткі цирри Halteria, які іноді називають стрибучими щетинками, мають 15-25 мкм завдовжки. Цирри розташовані екваторіально навколо клітини у 7-10 поздовжніх рядів. Кожен ряд, у свою чергу, організований у чотири групи цир. Коли види Halteria б'ють цими циррами в унісон, вони генерують характерний стрибковий рух, досить чіткий для Halteria, тому спостереження за цим рухом вважається достатнім для візуальної ідентифікації Halteria
У клітинах Halteria скоротлива вакуоль розташована приблизно посередині між переднім і заднім кінцями клітини. Мітохондрії Halteria зазвичай сферичні з трубчастими кристами. У мітохондріях H. geleiana були виявлені мікроорганізми всередині матриксу. Мікроорганізми мали форму паличок і спостерігалися з різною довжиною та в різній кількості. Наразі невідомо функції чи походження цих мікроорганізмів, чи є вони паразитичними чи симбіотичними. Halteria мають одне мікронуклеус і макронуклеус з великими стрічкоподібними ядерцями. Макронуклеус має довгасту форму, тоді як мікронуклеус більш кулястий.

### Інцистація
У міру переходу клітин Halteria від трофічної до інцистованої стадії їхні кулясті тіла спочатку подовжуються, головним чином на передньому кінці, доки довжина клітини не подвоїться. Внаслідок нерівномірного подовження щічна порожнина сплощується, мембрани ротового апарату зміщуються ближче до центру клітини, а ряди цир — ближче до заднього кінця клітини. Поки клітина розтягується, у цитоплазмі розвивається конічні структури довжиною до 5 мкм. Після цієї стадії подовження клітини стають округлішими, а слизова оболонка видавлюється. Також під час цієї наступної стадії оциститу конічні структури, що утворюються в цитоплазмі, прикріплюються до зовнішнього шару цисти, що розвивається, яка називається ектоцистою. Після приєднання до ектоцисти конічні структури називаються лепідосомами. Після оцистування цисти використовують слизову оболонку, щоб міцно прикріпитися до будь-якого доступного субстрату.

## Середовище проживання та екологія
Halteria це прісноводні інфузорії, які зазвичай ведуть планктонний спосіб життя. Вид Halteria grandinella вважається космополітичним, тобто він зустрічається в місцях проживання по всьому світу. Інші види зустрічаються рідше, тому вони менш чітко визначені, однак часті описи Halteria grandinella дали змогу зрозуміти рід у цілому. Halteria є гетеротрофами і, на відміну від багатьох близьких родів, таких як Pelagohalteria, вони не мають фотосинтезуючих ендосимбіонтів. Halteria часто їсть зелені водорості, яких спостерігають в харчових вакуолях, що призводило до неправильної класифікації в минулому, коли їх помилково приймали за ендосимбіонти.
Види Halteria відіграють особливо велику роль у багатьох прісноводних середовищах існування як бактеріоїдні організми. У дослідженні, у якому використовували флуоресцентно мічені бактерії в рибних ставках для спостереження протистанової бактерії, випас інфузорій становив 56 % від загальної кількості протистанів, а Halteria разом з двома іншими родами інфузорій, Pelagohalteria та Rimostrombidium відповідали приблизно за 71 % від загальної кількості інфузорій. Халтерії також є здобиччю для багатьох хижаків. Було припущено, що характерна стрибкова поведінка Halteria була розроблена як стратегія втечі, щоб уникнути такого хижацтва. Halteria також здатні діяти як вірусоїди та можуть споживати віруси, такі як хлоровіруси, для стимулювання росту та поділу.
Велика частина досліджень, пов'язаних з Halteria, зосереджена на їх пересуванні та екологічній ролі. Halteria діє як модельний організм для вивчення їхнього стрибкового руху через биття війок. Його можна знайти у великій кількості в різноманітних прісноводних середовищах існування, взаємодіючи з іншими організмами як хижаки та здобич.

## Розмноження

### Нестатеве розмноження
Halteria може розмножуватися безстатевим шляхом шляхом поперечного подвійного поділу. Під час цієї реплікації більшість війок, які будуть присутні на дочірніх клітинах, утворюється заново. Єдиним винятком із цього є ротова війка батьківської клітини, яка успадковується дочірньою клітиною. Батьківські цирруси ресорбуються клітиною під час поділу, а цирруси обох дочірніх клітин утворюються заново з циррального зачатка, а ротова війка дочірньої клітини утворюється de novo через утворення орального зачатка на задньому кінці клітини. І макронуклеус, і мікронуклеус діляться під час процесу, в результаті чого утворюються дві дочірні клітини, які генетично ідентичні батьківській клітині.

### Статеве розмноження
Клітини Halteria можуть розмножуватися статевим шляхом за допомогою процесу, який був спеціально вивчений на H. grandinella . Під час статевого розмноження вентральні сторони двох клітин Halteria зливаються. Потім відбуваються різноманітні зміни морфології через поділ дозрівання, включаючи зменшення кількості циррусів в обох клітинах і втрату щічних мембран в одній із пари, а в іншій зникає весь ротовий апарат. Решта мембран поділені між клітинами на передньому кінці. На ядерному рівні під час кон'югації вихідний макроядерний фрагмент і мікроядра дозрівають і діляться тричі, причому лише один похідний перших двох відділів продовжує ділитися, утворюючи два пронуклеусии в третьому розподілі. Пронуклеуси з кожної клітини обмінюються, і два, які потрапляють у кожну клітину, зливаються, утворюючи синкаріон. Синкаріон ділиться двічі, причому одна похідна від кожного другого відділу дегенерує, а решта похідних стає новим мікроядром і анальгетом макронуклеуса. Після завершення поділу синкаріонів кон'югати відокремлюються, утворюючи дві клітини з генетикою, відмінною від батьківських клітин і одна від одної.